# Missionarie figlie di Gesù Crocifisso
Le Missionarie Figlie di Gesù Crocifisso (sigla F.d.G.C.) sono un istituto religioso femminile di diritto pontificio.

## Storia
Le origini della congregazione risalgono alla fondazione, nel 1922, dell'orfanotrofio di San Francesco, presso il quale iniziò a prestare servizio una comunità di giovani donne tra cui Pietrina Brigaglia (poi religiosa con il nome suor Maddalena).
Nel 1923 il canonico Salvatore Vico, colpito dallo stato di miseria spirituale dei pastori sardi, elaborò il progetto di una comunità di suore che preparasse l'arrivo dei sacerdoti e si rivolse alla Brigaglia e alle sue compagne: la prima missione negli stazzi della Gallura e dell'Anglona avvenne nel 1926.
L'istituto, aggregato all'ordine dei frati minori conventuali, ricevette il pontificio decreto di lode il 28 novembre 1957.

## Attività e diffusione
Le suore si dedicano all'istruzione religiosa dei pastori, all'insegnamento del catechismo, alle opere di assistenza.
Oltre che in Italia, sono presenti in Brasile e Congo; la sede generalizia è a Tempio Pausania.
Alla fine del 2015 l'istituto contava 106 religiose in 23 case.